# 萩原聖人
萩原 聖人（はぎわら まさと、1971年8月21日 - ）は、日本の俳優、声優、ナレーター、プロ雀士（日本プロ麻雀連盟所属、Mリーグ・TEAM RAIDEN/雷電所属）。神奈川県茅ヶ崎市出身。アルファエージェンシー所属。

## 略歴
幼少期（3歳）に両親が離婚し、父親側に引き取られるが、小学4年生の時に父親は他界。その後15歳まで茅ヶ崎で父方の祖父母に育てられた。そのため、母親とはほとんど一緒に暮らしたことがないという少年時代を過ごす。
学生時代は「突っ張っているのが自分の存在価値」というポリシーの下、教師たちと敵対関係にあった。一方で人一倍淋しがり屋で「この時はただ毎日を何の目的も無しに投げやりに生きていた」と言う。
茅ヶ崎市立梅田中学校を卒業後に上京。東京都立戸山高等学校の定時制に入学するが、1週間で中退。その後は短期渡米し、ニューヨークで観た映画の観客の様子に感銘を受け、俳優業に関心を持つ。日本へ帰国後、新宿区で母親が経営するバーを手伝っていたときに、客として来ていたテレビドラマ『あぶない刑事』のキャスティングスタッフたちの目に留まり、スカウトされる。1987年、『あぶない刑事』の第32話「迷路」の回にて、置き引き少年の役でデビュー。その後も多くの作品に端役として出演していたが、1990年のテレビドラマ『はいすくーる落書2』の松岡直次郎役をきっかけに注目を集める。
1993年に小田急江ノ島線中央林間駅で発生した暴行事件で、容疑者の1人が萩原に似ていたとして訴えられた。萩原は犯行時刻には人と会っていたとアリバイを主張する反面、それを証明できる相手の名前などを相手に迷惑がかかるため一切明かさなかった。この一件により、萩原は公私に渡ってダメージを受け、ドラマなどへの出演が一時期極端に減っていた。しかしその後、原告の証言には矛盾点が多く、犯人に似ていると言いがかりを付けただけとして、訴えは棄却された。
1995年11月にテレビドラマ『夏子の酒』で共演した女優の和久井映見と結婚し、1999年10月に第1子男児が誕生。2003年7月に離婚。長男の親権は和久井が持っている。
2001年1月にシアターコクーンで行われた舞台『真情あふるる軽薄さ2001』に出演する予定であったが、2000年12月に突発性難聴により一時的に耳が聴こえなくなってしまったため出演中止となった。
2024年10月5日からYouTubeチャンネルを配信。基本、毎週水曜と土曜に『パワプロ栄冠ナイン』を生配信している。選手キャラクターをMリーガーやMリーグ実況解説陣に模している。

## 人物
- 映画『この世の外へ-クラブ進駐軍-』でジャズバンドのボーカル兼サックス奏者役を演じ、サックスを皆でレッスンのあとカラオケボックスで一人自主練し、唇が腫れるまで猛特訓した[13]。この映画内にてサックスと歌声も披露（サウンドトラック盤に2曲収録）。アニメ『逆境無頼カイジ』でもオープニング曲「未来は僕らの手の中」を「カイジwithレッどぼんチリーず」というユニット名で歌っている（サウンドトラック盤に収録）。
- 自分の血液型に関しては興味が無く、調べたことがなくて未だに自分では知らないと言う[14]。
- お笑い好きでもあり、「バナナマンが面白い」と話していたことがある[15]。
- THE BLUE HEARTSのファン。メンバーとは雑誌で対談を行ったことがあり、ボーカルの甲本ヒロトは萩原が主宰していた「アーリータイムリーズ」の公演に訪れたことがある。その後、打ち上げとしてTHE BLUE HEARTSが主宰する野音ライブで自身の出演作『はいすくーる落書2』（TBS）の主題歌でもあった『情熱の薔薇』や『TRAIN-TRAIN』を歌った[16]。また、自らが声優を務めた『逆境無頼カイジ』（日本テレビ系）のオープニング曲でもTHE BLUE HEARTSの『未来は僕等の手の中』のカバー曲を歌った[17]。
- 声優の大谷育江のファン。韓国ドラマ『初恋』で共演した森川智之と高木渉とも交友がある。また、ガンダムに乗るのが夢とも話していたことがある[18]。
- 草野球チームを持っており、「MAX」などのチームでキャプテン、監督そしてピッチャーを務めていた[6]。日本プロ野球では福良淳一と麻雀仲間だった縁で福良がゼネラルマネージャーを務めているオリックス・バファローズを応援している[19]。また、メジャーリーガーのグレッグ・マダックス投手のファンでもある[6]。
- プロレス団体WWEのファンである。特に、ランディ・オートンの大ファンである。後、柴田勝頼や、DRAGON GATE、土井成樹、吉野正人のファンである[20]。
- 収集癖があり、フィギュアなどのグッズ収集家である[14]。
- 俳優の風間杜夫とは10代のころから交流があり、映画、ドラマ、舞台、アニメの吹き替え等で何度か共演している。互いに大の麻雀好きでライバルでもあり、フジテレビ系の番組『THEわれめDEポン』では萩原10度、風間7度の優勝経験がある[21][22]。
- ゲーマーとしても定評があり、スマホ向けの野球ゲーム『プロ野球スピリッツA』内の『最強決定戦』に於いて、2022年11月に行われた巨人限定部門と2023年11月に行われたセ・リーグ限定リーグ（詳細は2023年11月27日公開プロスピ配信者さごまんさんの動画5:43頃〜）で、共に全国8位にランクイン[23]。最上位のリーグ10（覇王リーグ）では同年6月第1週には全国1位にもなっている[24]。

## 麻雀
- モンド21麻雀プロリーグでは、「第5回モンド21杯」で優勝。
- 「萩原リーグ」という自らが主催する麻雀リーグを開催しており、都内の雀荘でトッププロ達と戦っている。[25]
- 麻雀を題材にしたテレビアニメ『闘牌伝説アカギ 〜闇に舞い降りた天才〜』では、主人公の「アカギ」こと赤木しげるの声を担当している。
- 2010年には、「第5期最高位戦Classic」に招待選手として参加[26]。
- 2013年にニコニコ生放送「麻雀の鉄人 四神降臨外伝」に出演[27]。
- 2014年、日刊スポーツ杯スリアロトーナメントに出場。前期では予選敗退。後期では予選、準決勝と勝ち上がり、決勝では1回戦でラスを引くものの2回戦・3回戦でトップとなり、4回戦では接戦になりながら2着で逃げ切り優勝[28]。
- 2014年の麻雀最強戦に参戦。「著名人代表決定戦・風神編」で他を寄せ付けず優勝。ファイナルでは、第9回モンド杯以来となる連盟所属雀士と6年ぶりに公の場で対局（このとき対局したのが、藤崎智、二階堂亜樹、森下剛任の連盟3名）。[29]
- 2015年4月10日にフジテレビで放送された『芸能界麻雀最強位決定戦「THEわれめDEポン」』において役満の国士無双を和了した。奇しくも堺正章、加賀まりこ、坂上忍は、その9年前に萩原が同番組で役満の大三元を和了した時と全く同じ面子である[30]。
- 2018年2月よりAbemaTV麻雀チャンネルにて放送中の、RTDマンスリーリーグに出場。black divisionに配属。
- 2018年7月21日に日本プロ麻雀連盟に入会し、正式にプロ雀士となる。階級は五段。同年10月より開始するMリーグへの参加資格が一部の競技団体の所属プロに限られるため[31]。8月7日に実施されたドラフト会議において電通「TEAM RAIDEN/雷電」に1位指名された。
- プロ雀士の鈴木達也と仲が良い。
- Mリーグでの愛称は『雪原の求道者』『リアルアカギ』『ハギー』[32]。
- 2025年4月に江頭2:50のYouTubeチャンネル「エガちゃんねる」の麻雀対決企画に出演し、『がんばれ！エガちゃんピン』（BeeTV）以来の大の江頭ファンであることを告白[33]。「あの頃の江頭さんは好きでした。今の江頭さんが麻雀なんかしちゃって…」などと話し、江頭を困惑させる[33]。江頭らとの特殊ルール麻雀対決に敗北し、罰ゲームとしてMリーグのインタビュー中に江頭のギャグであるヒップアタック「江頭アタック」をやることが決定[34]。4月11日に行われたMリーグ1回戦試合後のインタビューでインタビュアーにヒップアタックを決め、罰ゲームを実行した[34]。

### Mリーグ成績
| シーズン | チーム           | 半荘 | 個人スコア | 個人スコア | 個人スコア | 最高スコア | 最高スコア | 4着回避率 | 4着回避率 | 連対率 | トップ率 | 平均 着順 | 1着 | 1.5 | 2着 | 2.5 | 3着 | 3.5 | 4着 | 参照   |
| シーズン | チーム           | 半荘 | Pt         | 順位       | 平均       | 点         | 順位       | 率        | 順位      | 連対率 | トップ率 | 平均 着順 | 1着 | 1.5 | 2着 | 2.5 | 3着 | 3.5 | 4着 | 参照   |
| -------- | ---------------- | ---- | ---------- | ---------- | ---------- | ---------- | ---------- | --------- | --------- | ------ | -------- | --------- | --- | --- | --- | --- | --- | --- | --- | ------ |
| 2018-19  | TEAM RAIDEN/雷電 | 30   | ▲61.0      | 13/21      | ▲2.0       | 63,200     | ――         | 0.70      | 15T/21    | 43.3%  | 23.3%    | 2.63      | 7   | 0   | 6   | 0   | 8   | 0   | 9   | [ 35 ] |
| 2019-20  | TEAM RAIDEN/雷電 | 29   | ▲251.5     | 27/29      | ▲8.7       | 43,800     | 29/29      | 0.7241    | 17/29     | 44.8%  | 17.2%    | 2.66      | 5   | 0   | 8   | 0   | 8   | 0   | 8   | [ 36 ] |
| 2020-21  | TEAM RAIDEN/雷電 | 27   | ▲460.8     | 30/30      | ▲17.1      | 48,600     | 23/30      | 0.5556    | 30/30     | 40.7%  | 11.1%    | 2.93      | 3   | 0   | 8   | 0   | 4   | 0   | 12  | [ 37 ] |
| 2021-22  | TEAM RAIDEN/雷電 | 22   | ▲394.0     | 31/32      | ▲17.9      | 44,700     | 32/32      | 0.6818    | 25/32     | 31.8%  | 4.5%     | 2.95      | 1   | 0   | 6   | 0   | 8   | 0   | 7   | [ 38 ] |
| 2022-23  | TEAM RAIDEN/雷電 | 19   | ▲305.8     | 29/32      | ▲16.1      | 40,200     | 31/32      | 0.5263    | 32/32     | 47.4%  | 15.8%    | 2.84      | 3   | 0   | 6   | 0   | 1   | 0   | 9   | [ 39 ] |
| 2023-24  | TEAM RAIDEN/雷電 | 25   | ▲84.1      | 23/36      | ▲3.4       | 53,300     | 27/36      | 0.8000    | 10T/36    | 48.0%  | 20.0%    | 2.52      | 5   | 0   | 7   | 0   | 8   | 0   | 5   | [ 40 ] |
| 2024-25  | TEAM RAIDEN/雷電 | 24   | ▲95.9      | 24/36      | ▲4.0       | 47,900     | 28/36      | 0.7917    | 14/36     | 58.3%  | 8.3%     | 2.52      | 2   | 1   | 11  | 0   | 5   | 0   | 5   | [ 41 ] |
| 通算     | 通算             | 176  | ▲1653.1    | ▲1653.1    | ▲9.4       | 63,200     | 63,200     | 68.8%     | 68.8%     | 44.9%  | 14.8%    | 2.71      | 26  | 1   | 52  | 0   | 42  | 0   | 55  |        |

- 個人賞は規定打荘数（20半荘）以上の選手が対象
- 着順の1.5、2.5、3.5は1着同着、2着同着、3着同着
- 2019年シーズンから最高スコアが表彰対象に

| シーズン               | チーム                 | 半荘                   | 個人スコア             | 個人スコア             | 最高スコア             | 4着回避率              | 連対率                 | トップ率               | 平着                   | 1着                    | 1.5                    | 2着                    | 2.5                    | 3着                    | 3.5                    | 4着                    |                        |
| シーズン               | チーム                 | 半荘                   | Pt                     | 平均                   | 最高スコア             | 4着回避率              | 連対率                 | トップ率               | 平着                   | 1着                    | 1.5                    | 2着                    | 2.5                    | 3着                    | 3.5                    | 4着                    |                        |
| セミファイナルシリーズ | セミファイナルシリーズ | セミファイナルシリーズ | セミファイナルシリーズ | セミファイナルシリーズ | セミファイナルシリーズ | セミファイナルシリーズ | セミファイナルシリーズ | セミファイナルシリーズ | セミファイナルシリーズ | セミファイナルシリーズ | セミファイナルシリーズ | セミファイナルシリーズ | セミファイナルシリーズ | セミファイナルシリーズ | セミファイナルシリーズ | セミファイナルシリーズ | セミファイナルシリーズ |
| ---------------------- | ---------------------- | ---------------------- | ---------------------- | ---------------------- | ---------------------- | ---------------------- | ---------------------- | ---------------------- | ---------------------- | ---------------------- | ---------------------- | ---------------------- | ---------------------- | ---------------------- | ---------------------- | ---------------------- | ---------------------- |
| 2019-20                | TEAM RAIDEN/雷電       | 3                      | ▲1.2                   | ▲0.4                   | 51,800                 | 66.7%                  | 33.3%                  | 33.3%                  | 2.67                   | 1                      | 0                      | 0                      | 0                      | 1                      | 0                      | 1                      |                        |
| 2020-21                | TEAM RAIDEN/雷電       | 3                      | ▲115.7                 | ▲38.6                  | 17,600                 | 66.7%                  | 33.3%                  | 0%                     | 3.00                   | 0                      | 0                      | 1                      | 0                      | 1                      | 0                      | 1                      |                        |
| 2022-23                | TEAM RAIDEN/雷電       | 3                      | 41.5                   | 13.8                   | 41,300                 | 100%                   | 66.7%                  | 33.3%                  | 2.00                   | 1                      | 0                      | 1                      | 0                      | 1                      | 0                      | 0                      |                        |
| 2024-25                | TEAM RAIDEN/雷電       | 3                      | ▲169.8                 | ▲56.6                  | 11,500                 | 0%                     | 0%                     | 0%                     | 4.00                   | 0                      | 0                      | 0                      | 0                      | 0                      | 0                      | 3                      |                        |
| セミファイナル通算     | セミファイナル通算     | 12                     | ▲245.2                 | ▲20.4                  | 51,800                 | 58.3%                  | 33.3%                  | 16.7%                  | 2.92                   | 2                      | 0                      | 2                      | 0                      | 3                      | 0                      | 5                      |                        |
| ファイナルシリーズ     |                        |                        |                        |                        |                        |                        |                        |                        |                        |                        |                        |                        |                        |                        |                        |                        |                        |
| 2022-23                | TEAM RAIDEN/雷電       | 4                      | ▲104.6                 | ▲26.2                  | 31,900                 | 50.0%                  | 25.0%                  | 0%                     | 3.25                   | 0                      | 0                      | 1                      | 0                      | 1                      | 0                      | 2                      |                        |
| 2024-25                | TEAM RAIDEN/雷電       | 4                      | ▲114.5                 | ▲28.6                  | 32,600                 | 50.0%                  | 25.0%                  | 0%                     | 3.25                   | 0                      | 0                      | 1                      | 0                      | 1                      | 0                      | 2                      |                        |
| ファイナル通算         | ファイナル通算         | 8                      | ▲219.1                 | ▲27.4                  | 32,600                 | 50.0%                  | 25.0%                  | 0%                     | 3.25                   | 0                      | 0                      | 2                      | 0                      | 2                      | 0                      | 4                      |                        |
| ポストシーズン通算     | ポストシーズン通算     | 20                     | ▲464.3                 | ▲23.2                  | 51,800                 | 55.0%                  | 30.0%                  | 10.0%                  | 3.05                   | 2                      | 0                      | 4                      | 0                      | 5                      | 0                      | 9                      |                        |

## 出演

### テレビドラマ

#### 連続ドラマ
- あぶない刑事 第32話「迷路」（1987年5月17日、日本テレビ） - 置き引き少年 役 ※デビュー作
- こんな学園みたことない!（1987年10月11日 - 1988年3月27日、よみうりテレビ） - 麻生浩司 役
- ときめきざかり（1988年1月14日 - 3月24日、フジテレビ）
- 3年B組金八先生（第3シリーズ）（1988年10月10日 - 12月26日、TBS） - 田中一義 役
- あいつがトラブル 第8話「ぷっつん！3人組vsチンピラ」（1990年2月3日、フジテレビ）- 未成年賭博の少年 役
- はいすくーる落書2（封印作品、1990年7月13日 - 9月28日、TBS） - 元中学総番長・松岡直次郎 役
- 学校へ行こう!（1991年4月8日 - 6月24日、フジテレビ） - バスケ部のエース・松岡嵐 役
- 先生のお気に入り（1991年6月28日 - 9月20日、TBS） - 林敏夫 役
- ADブギ 最終回（1991年12月20日、TBS） - AD 役
- しあわせの決断（1992年1月15日 - 3月18日、フジテレビ） - 平井真 役
- 素敵な恋をしてみたい（ミニドラマ『ゲーム』、1992年、TBS）
- 俺たちルーキーコップ（1992年4月14日 - 7月14日、TBS） - 荒谷健巡査 役
- 包丁いっぽん 〜夢、みてますか〜（1993年1月8日 - 3月19日、NHK大阪） - 永田マサオ 役
- ボクたちのドラマシリーズ 白鳥麗子でございます! 第1部（1993年1月14日 - 2月11日、フジテレビ） - 秋本哲也 役
- 愛情物語 第6話「ずっと夫婦でいたいんだ!」（1993年5月20日、フジテレビ） - チンピラ 役
- 泣きたい夜もある 第20話「君と僕のために」（1993年8月22日、TBS） - 主演・レコード会社の営業マン 役
- ボクたちのドラマシリーズ 白鳥麗子でございます! 第2部 第1話（1993年10月16日、フジテレビ）
- 夏子の酒（1994年1月12日 - 3月23日、フジテレビ） - 草壁渡 役
- 若者のすべて（1994年10月19日 - 12月21日、フジテレビ） - 主演・原島哲生 役
- キャンパスノート（1996年、TBS） - 桑田大一 役
- 木曜の怪談'97『妖怪新聞』（1997年、フジテレビ） - 「ドク」こと徳大寺いさお先生 役
- それが答えだ!（1997年、フジテレビ） - 池田邦男先生 役
- 愛、ときどき嘘（1998年、日本テレビ） - 川野亮介 役
- 世界で一番パパが好き（1998年、フジテレビ） - 福岡廉 役
- Tears（『声援』というタイトルの回に出演、1999年1月7日、テレビ朝日） - 北海道奥尻出身の新谷栄司 役
- 恋の奇跡（1999年、テレビ朝日） - 大手化粧品会社の営業マン・甲斐将人 役
- 砂の上の恋人たち（1999年、フジテレビ） - 五十嵐圭一 役
- セブンズフェイス（2000年、WOWOW）
- こちら第三社会部（2001年、TBS） - 工藤瞬兵 役
- 怪談百物語『雪女』（2002年、フジテレビ） - 巳之吉 役
- 女と男と物語 パートⅡ『恋愛手術』（2003年、朝日放送）
- 永遠の恋物語（2004年、テレビ朝日） - 沢田教一 役（「沢田教一・沢田サタ」の再現ドラマに出演）
- あいくるしい（2005年、TBS） - 中川竜一 役
- クロサギ 第10話・最終話（2006年6月16日・23日、TBS） - 春日公義 役
- 嫌われ松子の一生 第2話（2006年、TBS） - 八女川徹也 役
- 華麗なる一族（2007年、TBS） - 倉石弁護士 役
- スロースタート（2007年、NHK） - 早川彰 役
- フルスイング（2008年、NHK） - 阿部一球 役（アンコール版のナレーションも担当）
- 連続ドラマW（WOWOW）
  - 空飛ぶタイヤ（2009年3月29日 - 4月26日） - 井崎一亮 役
  - 平成猿蟹合戦図（2014年11月15日 - 12月20日） - 湊圭司 役
  - しんがり 山一證券 最後の聖戦（2015年9月20日 - 10月25日） - 瀧本利生 役
  - ヒトヤノトゲ〜獄の棘〜（2017年3月19日 - 4月23日） - 秋村繁晴 役[42]
  - 石つぶて〜外務省機密費を暴いた捜査二課の男たち〜（2017年11月5日 - 12月24日） - 東田将之 役
  - コールドケース2 〜真実の扉〜 第3話（2018年10月27日） - 野々宮一希 役
  - そして、生きる（2019年8月4日 - 9月8日） - 坂本昌幸 役
  - トッカイ〜不良債権特別回収部〜（2021年1月17日 - 4月4日） - 塚野智彦 役
  - だから殺せなかった（2022年1月9日 - 2月6日） - 江原茂 役
- ニュース速報は流れた（2009年11月、フジテレビワンツーネクスト） - 相馬大輔 役
- 熱海の捜査官（2010年、テレビ朝日） - 平坂歩 役
- 江〜姫たちの戦国〜（2011年、NHK） - 石田三成 役
- 外交官 黒田康作（2011年、フジテレビ） - 悠木圭一 役
- 名前をなくした女神（2011年、フジテレビ） - 結城広己 役
- 私が恋愛できない理由（2011年、フジテレビ） - 白石拓海 役
- 相棒 Season 10 第15話（2012年2月8日、テレビ朝日） - 相原誠 役
- サキ（2013年、関西テレビ） - 野村康介 役
- 雲の階段（2013年、日本テレビ） - 高岡洋平 役
- 実験刑事トトリ2 第2話（2013年10月19日、NHK） - 大学准教授望月 役
- 49（2013年、日本テレビ） - 加賀美幹 役（声のみの出演）
- おふこうさん（2014年、NHK BSプレミアム） - 栄幸之助 役
- 怪奇恋愛作戦（2015年1月、テレビ東京系） - ゲスト・峰医師 役
- 64（ロクヨン）（2015年、NHK） - 幸田一樹 役
- アルジャーノンに花束を（2015年、TBS） - 竹部順一郎 役
- ヒガンバナ〜警視庁捜査七課〜 第4話（2016年2月3日、日本テレビ） - 三岡春樹 役
- 山女日記〜女たちは頂を目指して〜（2016年、NHK BSプレミアム） - 吉田真守 役
- コードネームミラージュ（2017年4月 - 9月、テレビ東京） - 自動車整備工場の経営者・鐘ヶ淵 役
- みをつくし料理帖（2017年5月13日 - 7月8日、NHK総合） - 又次 役
  - みをつくし料理帖スペシャル（2019年12月14日 - 12月21日、NHK総合）
- BG〜身辺警護人〜 第6・7・9話（2018年2月22日・3月1日・15日、テレビ朝日） - 植野雄吾 役
- あなたには渡さない（2018年11月10日 - 12月22日、テレビ朝日系） - 上島旬平 役
- トレース〜科捜研の男〜 第6話 - 最終話（2019年2月11日 - 3月18日、フジテレビ） - 早川尚文 役[43]
- ミリオンジョー（2019年10月10日 - 12月26日、テレビ東京） - 寺師良太 役
- 病室で念仏を唱えないでください（2020年1月17日 - 3月20日、TBS） - 玉井潤一郎 役[44]
- 連続テレビ小説 エール（2020年3月30日、NHK総合） - 警備員 役
- 正義の天秤（2021年9月25日 - 10月23日、NHK総合） - 一ノ瀬眞人 役
- TOKYO VICE（2022年、WOWOW） - デューク 役[45]
- 今どきの若いモンは（2022年4月9日 - 5月28日、WOWOW） - 風間宏 役
- 教祖のムスメ（2022年6月2日 - 7月14日、テレビ神奈川 他） - 湯田正広 役[46]
- 空白を満たしなさい（2022年6月25日 - 7月30日、NHK）[47]
- ブラック/クロウズ〜roppongi underground〜（2022年6月29日・7月6日、フジテレビ） - 大友真 役[48]
  - ブラック/クロウズ〜roppongi underground〜2（2022年12月14日・21日、フジテレビ）[49]
- シャイロックの子供たち（2022年10月9日 - 11月6日、WOWOW） - 古川一夫 役[50]
- 好感度上昇サプリ（2023年5月8日 - 、テレビ東京） - 松原医師 役[51]
- ペンディングトレイン-8時23分、明日 君と 第4話 - （2023年5月12日 - 、TBS） - 山本俊介 役[52]
- 藤子・F・不二雄 SF短編ドラマ『イヤなイヤなイヤな奴』（2023年6月11日、NHK BSプレミアム・NHK BS4K） - ヒノ 役[53]
- 牙狼〈GARO〉ハガネを継ぐ者（2024年1月11日 - 3月28日、TOKYO MX・BS日テレ） - ゴドウ 役[54]
- 厨房のありす（2024年1月21日 - 3月24日、日本テレビ） - 五條誠士 役[55]
- ウルトラマンアーク（2024年7月6日 - 2025年1月18日、テレビ東京） - ウルトラマンアーク（声） 役[56]、飛世テツヤ 役[56]
- GO HOME〜警視庁身元不明人相談室〜 第2話（2024年7月20日、日本テレビ） - 藤代秋信 役[57]
- ドラマW ゴールデンカムイ -北海道刺青囚人争奪編- 第2話（2024年10月13日 - 、WOWOW） - 辺見和雄 役[58]
- 私の知らない私（2025年1月9日 - 3月20日、読売テレビ・日本テレビ） - 羽田潤 役[59]
- 恋は闇（2025年4月16日 - 6月18日、日本テレビ） - 設楽貫路 役[60][61]

#### 単発ドラマ
- まくりの勝ちゃん一発逆転（1989年3月25日、TBS）
- パパはビデオ監督〜ポルノ界の不良オヤジとまじめ息子（1989年9月5日、テレビ朝日） - 高校生 役
- 落第判定会議（1991年3月13日、日本テレビ） - 知能犯の不良リーダー・シゲル 役
- 1970 ぼくたちの青春（1991年6月21日、フジテレビ） - 「リクソウ」こと北川まさゆき 役
- 葡萄が目にしみる（1991年9月16日、フジテレビ） - 岩永健男 役
- イブは初恋のように（1991年12月16日、TBS）
- 伊豆の踊子（1992年2月3日、TBS） - 私 役
- 学校へ行こう!スペシャル・旅立ちの朝に（1992年4月6日、フジテレビ）
- 人間の証明（1993年1月8日、フジテレビ） - 郡恭平 役
- 世にも奇妙な物語（フジテレビ）
  - '94春の特別編「時間よ戻れ!」（仮題・時をかけるサラリーマン）（1994年） - サラリーマンの吉岡 役
  - 聖夜の特別編「2040年のメリークリスマス」（1996年） - 多喜田利彦 役
  - '99春の特別編「親切成金」（1999年3月31日） - 青木悟 役
- 海が見たいと君が言って（1994年9月24日、フジテレビ） - 野々村英二 役
- 日本一短い「母」への手紙 第3話「帰郷」（1995年、TBS） - 主演・陽平 役
- ない!〜鎌田敏夫・3つの恋の物語〜 第3話「思い出せない!」（1996年、TBS） - 田代 役
- 向田邦子新春シリーズ 空の羊（1997年、TBS） - かんざし屋「丸常」の左吉 役
- 嫁とり婿とり大騒動〜その結婚、ちょっと待った!（1998年、TBS） - 大沢太郎 役
- 向田邦子新春シリーズ 終わりのない童話（1998年、TBS） - 修造 役
- 柴門ふみスペシャル 新・同棲時代 第1話「空に星のある限り」・第3話「もう一度、ウェディング・ベル」（1998年、TBS） - 宇藤真 役
- 上品ドライバー9（1998年、フジテレビ）
- 天国まで響けボクのシンバル!病院内学級物語（1998年、TBS） - 小学校教師の石井武司 役
- SNOW DANCE〜ドリカム超満員コンサート爆破予告事件（2000年3月18日、日本テレビ）
- 伊藤潤二恐怖コレクション「墓標の町」（2000年、テレビ朝日） - 吉田剛 役
- モーニング娘。新春! LOVEストーリーズ 時をかける少女（2002年、TBS） - 教師 役
- 愛の手前 恋のとなり（前・後編、2002年、テレビ朝日） - シュウ 役
- 松本清張没後10周年特別企画 死んだ馬・殺意の接点（2002年、TBS） - 気鋭の建築家・秋岡 役
- 弟（2004年、テレビ朝日系）
- 月曜ミステリー劇場 運のない女 最後の誕生日（TBS、2005年） - 宮本英二 役
- ドラマW（WOWOW）
  - アウトリミット（2005年10月10日）
  - 蒼い瞳とニュアージュ（2007年11月25日） - 宇崎俊一 役
  - エンドロール〜伝説の父〜（2012年3月18日） - 尾崎明生 役
  - 尾根のかなたに〜父と息子の日航機墜落事故〜（2012年10月7日・14日） - 小倉秀人 役
- 少女には向かない職業（2006年、GyaOネット配信） - 大西泰三 役
- ザ!世界仰天ニュース 緊急特別版―落ちた偶像“光クラブ事件”（2006年、日本テレビ） - 山崎晃嗣 役
- なごや寿ロックンロール〜「グッモーエビアン!」より〜（2007年、東海テレビ）
- 月曜ゴールデン 女タクシードライバーの事件日誌4（2009年、TBS・） - 本橋幸太 役
- テレビ朝日開局50周年記念ドラマSP 刑事一代 平塚八兵衛の昭和事件史（2009年6月20・21日） - 小原保 役
- ドラマティックバス スペイン・マドリード篇（2009年、NHK-BShi） - 際野剣太郎 役
- 戦場のメロディ 〜108人の日本人兵士の命を救った奇跡の歌〜（2009年9月12日、フジテレビ） - 日本人兵士 前川治助 役
- 土曜プレミアム 阪神・淡路大震災から15年 神戸新聞の7日間 〜命と向き合った被災記者たちの闘い〜（2010年1月16日、フジテレビ） - 金居光由記者 役
- ドラマスペシャル ジロチョー 清水の次郎長維新伝（2010年1月13日、テレビ東京） - 小政 役
- 2夜連続 松本清張スペシャル 球形の荒野（2010年11月26日・27日、フジテレビ） - 芦村亮一 役
- オリンパスドラマスペシャル 光る壁画（2011年10月1日、テレビ朝日） - 松浦辰男役
- NHKスペシャル 未解決事件 file.02 オウム真理教（2012年5月26・27日、NHK） - NHK記者 片桐高太郎 役
- 金曜プレステージ 二週連続特別企画 森村誠一 女のサスペンス「マリッジ」（2012年6月29日、フジテレビ） - 山上健一 役
- ドラマスペシャル いねむり先生（2013年9月15日、テレビ朝日） - 麻雀店の客 役
- 金曜プレステージ 森村誠一サスペンス「孤独の密葬〜翻訳家の殺人推理〜」（2013年11月1日、フジテレビ） - 桜田靖雄 役
- 秋のドラマ特別企画 命〜天国のママへ〜（2013年11月11日、TBS） - 水沼春樹 役
- 最後の仕事（2014年1月12日、テレビ朝日） - 医師・川西静雄 役 ※テレビ朝日21世紀新人シナリオ大賞受賞作
- 水曜ミステリー9 逆光 保護司・笹本邦明の奔走（2014年1月29日、テレビ東京） - 名本登 役
- ドラマ特別企画 LEADERS リーダーズ（2014年3月22日・23日、TBS） - 取締役経理部長・近藤利郎 役
  - LEADERS II（2017年3月26日）
- フジテレビ開局55周年記念スペシャルドラマ 東京にオリンピックを呼んだ男（2014年10月11日、フジテレビ） - 北島義彦 役
- 赤と黒のゲキジョー 瀬在丸紅子の事件簿〜黒猫の三角〜（2015年2月6日、フジテレビ） - 保呂草潤平 役
- 経世済民の男 第三部 「鬼と呼ばれた男〜松永安左エ門」（2015年9月19日、NHK） - 中村博吉 役、語り
- ドラマスペシャル ストレンジャー〜バケモノが事件を暴く〜（2016年3月27日、テレビ朝日） - 佐伯章二 役[62]
- ドラマスペシャル 巨悪は眠らせない 特捜検事の逆襲（2016年10月5日、テレビ東京） - 五十嵐鉄夫 役
  - 巨悪は眠らせない 特捜検事の標的（2017年10月4日）
- となりのシムラ #6（2016年12月26日、NHK総合）
- 新春スペシャル 富士ファミリー2017（2017年1月3日、NHK総合） - 片山教授 役
- ルパンからの予告状〜謎とスリルに満ちた伝説の至宝〜（2017年7月29日、NHK-BSプレミアム）
- 日曜プライム 復讐捜査〜警察犬と刑事の殺人追跡行〜（2018年5月6日、テレビ朝日） - 主演・三田園智史 役[63]
- 乱反射（2018年9月22日、テレビ朝日） - 足達道洋 役
- 浮世の画家（2019年3月30日、NHK総合） - 黒田 役
- それでも私は旅がしたい。〜今だからこその旅スタイル〜（2020年9月22日、テレビ大阪） - 須賀一夫 役[64]
- ペルソナの密告 3つの顔をもつ容疑者（2023年3月24日、テレビ東京） - 外山昭人 役[65]
- NHKスペシャル“宗教２世”を生きる ドラマ編「神の子はつぶやく」（2023年11月3日、NHK総合） - 小宮誠 役[66]
- アイドル誕生 輝け昭和歌謡（2023年12月1日、NHK BSプレミアム4K / 2024年1月2日、NHK BS） - 岡田薫 役[67]
- 特集ドラマ「天城越え」（2025年3月23日：BS8K、5月10日：BSプレミアム4K、6月14日：NHK BS） - 望月次郎 役[68]

### 配信ドラマ
- 新聞記者（2022年1月13日配信、Netflix） - 松田康平 役

### 映画
- BU・SU（1987年） - 生徒 役
- 嵐の中のイチゴたち（1989年） - 「チョロQ」こと秋山精一 役
- ウォータームーン（1989年） - 少年修行僧・知念 役
- 遥かなる甲子園（1990年） - 背番号9番・名護浦純 役
- 鉄拳（1990年） - 菅原文太の息子 役
- 橋のない川（1992年） - 志村貞夫 役
- （一杯のかけそば）※出演中止（1992年）
- 学校（1993年） - カズ 役
- 月はどっちに出ている（1993年） - サラリーマン 役
- 教祖誕生（1993年） - 高山和夫 役
- 熱帯楽園倶楽部（1994年） - 飛田林始 役
- ヒーローインタビュー（1994年） - 操縦士 役
- 白鳥麗子でございます!（1995年） - 秋本哲也 役
- マークスの山（1995年） - 主演・水沢裕之 役
- 大失恋。（第3話『占い師の話』、1995年） - 芳明 役
- BeRLiN（1995年） - 映画館でアルバイトする青年 役
- （キッズ・リターン）※北野武監督のバイク事故で製作が延期されたため出演中止。のちに安藤政信に配役（1996年）。
- 走らなあかん 夜明けまで（1996年） - 坂田勇吉 役
- 7月7日、晴れ（1996年） - 山部健太 役
- 友子の場合（1996年） - 車内販売員 役
- トゥルース（1996年。仮題「Truth 素晴らしき真実」） - 報道記者・羽済りゅういち 役
- ドリーム・スタジアム（1997年） - 田沼洋介 役
- CURE（1997年、仮題「伝道師」） - 殺人伝道師・間宮邦彦 役
- シャ乱Qの演歌の花道（1997年） - ADの北 役
- カオス（2000年） - 主演・黒田五郎 役
- 光の雨（2001年） - 阿南満也 役
- アイ・ラヴ・フレンズ（2001年） - 柴田真 役
- 陰陽師（2001年） - 早良親王 役
- GO（2001年） - 巡査 役
- 目下の恋人（2002年） - シュウ 役
- パコダテ人（2002年） - 早川登 役
- おぎゃあ。（2002年） - 若先生 役
- 珈琲時光（2004年） - 誠治 役
- フーチャー〜旋律の彼方へ…（2004年、「東芝WEB STREET」でネット配信されたショートムービー。同年7月31日より「テアトル池袋」にて公開）
- この世の外へ クラブ進駐軍（2004年） - 主演・広岡健太郎 役
- 花火（2005年、ネットシネマ）
- 樹の海（2005年） - 主演・朝倉正彦 役
- 力道山（2005年、韓国映画） - 吉町譲 役
- アキハバラ@DEEP（2006年） - 遠阪直樹 役
- 因幡の白うさぎ（2007年） - 因幡隆 役
- バッテリー（2007年） - 野球部監督・戸村真 役
- ペルソナ（2008年） - 木場幸一郎 役
- カメレオン（2008年） - 梶原悟 役
- ゲゲゲの鬼太郎 千年呪い歌（2008年） - 海人 役
- 旅立ち〜足寄より〜（2008年） - 松山千春の恩師、竹田ディレクター 役
- 那須少年記（2008年） - 数学教師 役。東京都写真美術館にて公開
- 釣りキチ三平（2009年） - 三平平 役
- 相棒シリーズ 鑑識・米沢守の事件簿（2009年） - 相原誠 役
- いけちゃんとぼく（2009年） - 成幸 役
- 引き出しの中のラブレター（2009年） - 後藤大介 役
- BOX 袴田事件 命とは（2010年） - 主演・熊本典道 役
- スープ・オペラ（2010年） - 水谷 役
- 幸せの太鼓を響かせて 〜INCLUSION〜（2011年） - 語り[69]
- プラチナデータ（2013年3月16日公開） - 神楽昭吾 役
- 仮面ティーチャー（2014年2月22日公開） - 御堂伸彦 役
- 風に立つライオン（2015年3月14日公開） - 青木克彦 役
- 道頓堀よ、泣かせてくれ! DOCUMENTARY of NMB48（2016年1月29日公開） - ナレーション
- ナミヤ雑貨店の奇蹟（2017年9月23日公開） - 浪矢雄治の息子・浪矢貴之 役
- きみの鳥はうたえる（2018年9月1日公開） - 島田 役
- こんな夜更けにバナナかよ 愛しき実話（2018年12月28日公開） - 高村大助 役
- 恐怖人形（2019年11月15日公開） - 北沢 役
- 静かな雨（2020年2月7日公開） - 牧原貴志 役
- Fukushima 50（2020年3月6日公開） - 井川和夫 役
- 劇場版 打姫オバカミーコ（2021年2月5日、アイエス・フィールド、監督:松田圭太） - 波溜晴 役[70]
- ひらいて（2021年10月22日公開） - 西村崇 役
- ボクたちはみんな大人になれなかった（2021年11月5日公開） - 三好英明 役
- 島守の塔（2022年7月22日公開） - 主演・島田叡 役[71]（村上淳とW主演）
- 今夜、世界からこの恋が消えても（2022年7月29日公開） - 神谷幸彦 役[72]
- 餓鬼が笑う（平波亘監督、2022年） - 鴨志田国男 役
- 有り、触れた、未来 （2023年3月10日公開） - 柴田トレーナー 役[73]
- スパイスより愛を込めて。（2023年6月2日公開） - 端目陽一 役[74][75]
- 君は放課後インソムニア（2023年6月23日公開）[76]
- ゴールデンカムイ（2024年1月19日公開） - 辺見和雄 役
- 他人は地獄だ（2024年11月15日公開）[77]
- 海の沈黙（2024年11月22日公開） - 村岡 役[78]
- オートレーサー森且行 約束のオーバル 劇場版（2024年11月29日公開） - ナレーション[79]
- 長崎-閃光の影で-（2025年8月1日公開） - 岩永信行 役[80][81]
- 栄光のバックホーム（2025年11月28日公開予定） - 田中秀太 役[82]
- Hello, my friend（2026年公開予定）[83]

### Vシネマ
- Doki Doki ヴァージン もういちど I LOVE YOU（1990年、にっかつVシネマ） - 自転車に乗った青年 役
- 怪獣の観た夢（1992年） - 健太 役
- 優しくこたえて〜TOUCH ME TENDERY〜（1992年） - 木島健 役

### 舞台
- 花園ラビリンス（1987年、新宿シアターモリエール） - 舞台デビュー作。ダブルキャストでの主演。演出は「グループ虎」の高橋征男。
- 物理学者たち（1987年6月、新宿ビプランシアター、作者：フリードリヒ・デュレンマット、演出：柴田健夫）
- 丘の上のハムレットの馬鹿（演劇企画集団むうぶ・おん公演、1988年8月4日 - 14日、東京グローブ座、原作：ウィリアム・シェイクスピア、脚本：小田島雄志、演出：加藤直）
- 桃太郎裁判（United Performers Club公演、1989年6月16日 - 20日、新宿スペースDEN、作者：島敏光、演出&脚色：高橋征男） - 主演
- 世話情浮世亜米利加（よはなさけうきよのあめりか）（1990年8月21日 - 22日、シアターVアカサカ） - 主演・ボス・デイヴ 役、企画
- 爆走ピエロ 〜 森のなかの浅草（劇団自動ピアノ公演、1990年12月5日 - 9日、浅草常盤座、作・演出：高橋征男） - 主演・暴走族グレムリンのヘッド・砂男 役
- 『演劇集団 アーリータイムリーズ』公演

1. アーリータイムブルース 〜 母なる夜に抱かれて（1991年8月23日 - 30日、神田パンセホール、作・演出：和田憲明）
2. クローズ・ユア・アイズ 〜ライカでグッドバイ〜（1992年8月4日 - 15日、神田パンセホール、作・演出：和田憲明） - 木戸 役
3. 抱きしめるには近すぎる 〜とりあえずロマンス'93〜（1993年12月9日 - 19日、神田パンセホール、作・演出：長谷川康夫）
4. 四角い青空ラプソディー（1995年1月20日 - 29日、新宿シアターサンモール、作・演出：長谷川康夫）
5. アーリータイムリーズ第5章・ここより永遠に 〜 株式会社エデンの人々（1996年7月24日 - 8月4日、新宿シアターサンモール、作・演出：長谷川康夫）
6. アーリータイムリーズ公演第6章・Complete!四角い青空らぷそでい'98完全版（1998年1月21日 - 29日、新宿シアターサンモール、作・演出：長谷川康夫）

- S -記憶のけもの-（2000年4月、白井晃演出、青山円形劇場）
- （真情あふるる軽薄さ 2001）※突発性難聴を患い出演中止（2001年1月、シアターコクーン）
- ピッチフォーク・ディズニー（2002年5月 - 6月、白井晃演出、三軒茶屋シアタートラム）
- さぶ（2003年1月、ジェームス三木演出、新橋演舞場）
- 夜叉ヶ池（2004年10月 - 11月、三池崇史演出、パルコ劇場/シアタードラマシティほか）
- 人情喜劇 火焔太鼓 〜お殿様一生一度の恋患い〜（2005年、水谷龍二演出、明治座）
- 調教師 -KARA COMPLEX-（2005年11月、内藤裕敬演出、シアターコクーンほか）
- ナイロン100℃ 30th SESSION「犬は鎖につなぐべからず 〜岸田國士一幕劇コレクション〜」（2007年5月、ケラリーノ・サンドロヴィッチ演出、青山円形劇場）
- 東京タワー 〜オカンとボクと、時々、オトン〜（2007年6月 - 7月、G2演出、銀河劇場ほか） - 中川雅也 役
- フォーエバー・ワルツ（2007年8月3日 - 4日、白井晃演出、パルコ劇場）
- 4×4（2008年3月、内藤裕敬演出、サントリーホール/兵庫県立芸術文化センター）
- 夜光ホテル（2008年5月、蓬莱竜太作・演出、下北沢OFF・OFFシアター）劇団モダンスイマーズ客演
  - スイートルームバージョンとして再演（2008年11月、大阪精華小劇場）平成20年文化庁芸術祭参加、精華演劇祭Vol.11参加
  - NHKシアター・コレクション'09 で再々演（2009年1月10 - 11日）
- KERA・MAP#005「あれから」（2008年12月、ケラリーノ・サンドロヴィッチ作・演出、世田谷パブリックシアター）
- 凡骨タウン（2010年2月、蓬莱竜太作・演出、東京芸術劇場小ホール）劇団モダンスイマーズ客演 「夜光ホテル」続編
- ガラスの葉（2010年9月-10月、白井晃演出、世田谷パブリックシアター）
- ナイロン100℃ 38th SESSION「百年の秘密」（2012年4月 - 5月、ケラリーノ・サンドロヴィッチ作・演出、下北沢 本多劇場 他）
- すうねるところ（2012年8月 - 9月、内藤裕敬演出、シアタートラム 他）
- ART（2013年8月、千葉哲也演出、東京グローブ座 他）
- ナイロン100℃ 41st SESSION「パン屋文六の思案〜続・岸田國士一幕劇コレクション〜」（2014年4月 - 5月、ケラリーノ・サンドロヴィッチ演出、青山円形劇場）
- KERA・MAP #006「グットバイ」（2015年9月 - 10月、ケラリーノ・サンドロヴィッチ演出、世田谷パブリックシアター他）
- 魔術（2016年3月 - 4月、内藤裕敬演出、本多劇場 他）
- 愛の終着駅（2016年10月6日、内藤裕敬演出、ザ・スズナリ）
- ナイロン100℃ 45thSESSION『百年の秘密』（2018年4月 - 5月、ケラリーノ・サンドロヴィッチ演出、本多劇場 他）
- 7Days Judgement -死神の精度-（2018年9月、和田憲明演出、あうるすぽっと他） - 主演・千葉（死神） 役
- KERA・MAP#010『しびれ雲』（2022年11月6日 - 12月4日 下北沢 本多劇場、12月8日 - 11日、兵庫県立芸術文化センター 阪急 中ホール、12月17日 - 18日 北九州芸術劇場 中劇場、12月24日 - 25日 りゅーとぴあ 新潟市民芸術文化会館・劇場）[84]
- 『GOOD』-善き人-（2024年4月6日 - 21日、世田谷パブリックシアター / 4月27日・28日、兵庫県立芸術文化センター 阪急中ホール）[85]
- 二兎社『こんばんは、父さん』（2024年11月30日 - 2025年2月24日、富士見市民文化会館 キラリ☆ふじみ メインホール 他）[86]

### ウェブテレビ
- RTDリーグ2018（2018年1月 - 、AbemaTV）
- RTDトーナメント2019（2019年、AbemaTV）
- 新春オールスター麻雀大会2019（2019年1月2日 - 3日、AbemaTV）[87]
- ALL STAR League スペシャルマッチ（2019年5月29日 - 30日、AbemaTV）[88]
- 新春オールスター麻雀大会2020（2020年1月2日 - 3日、AbemaTV）[89]※テレビ朝日でも一部放送

### ナレーション・語り
- 知ってるつもり?!（山田かまちの回で詩を朗読、1996年、日本テレビ）
- メジャーリーガーNOMO（1997年、フジテレビ）
- 大瀧詠一・山下達郎フィルタイムコレクション（1999年、ニッポン放送）
- 課外授業ようこそ先輩（NHK総合）
  - 有森裕子編（2000年）
  - 高木敏子編（2006年）
  - 鳥越俊太郎編（2010年）
  - 杉山愛編「“すること”を楽しむ!?」（2010年6月）
- スクープ21 日本シリーズ継投の神々（2000年、テレビ朝日）
- スポーツヒューマンドキュメンタリー 楕円球の神様（2001年、毎日放送）
- 報道通（2001年、日本テレビ）
- NNNきょうの出来事 特集（2001年、日本テレビ）
- サンデープレゼント なかにし礼（2002年、テレビ朝日）
- 素敵な宇宙船地球号（2002年、テレビ朝日）
- にんげんゆうゆう「故郷の秋」（2002年、NHK教育）
- 夢を受け継ぐジョッキーたち（2003年 - 2004年、NHK BS-2）
- ニュースステーション 特集
  - 岡本太郎 幻の巨大壁画（2004年、テレビ朝日）
  - 東京大空襲（2011年、テレビ朝日）
- ドキュメント スポーツ大陸（NHK）
  - 田臥勇太（2004年、BS-2）
  - 飛べ舞えトリノへ今井メロ（2005年、BS-1）
  - 高津臣吾（2008年）
  - 川島永嗣（2011年）
- 激動のプロ野球総決算 クビを宣告された男達（2004年、TBS）
- アンテナ22（日本テレビ）
  - 今音楽業界が変わる（2005年）
  - 天皇皇后ご成婚SP（2006年）
- アンテナ22特別版（日本テレビ）
  - 柳本ジャパンに密着（2005年）
- スーパーニュース 特集「猿回し」（2006年、フジテレビ）
- NEWSリアルタイム 特番フィギュアの女王・荒川静香 新たなる挑戦（2006年、日本テレビ）
- ききみみ名作文庫シリーズ 宮沢賢治全集「どんぐりと山猫」「ツェねずみ」「おきなぐさ」「シグナルとシグナレス」朗読CD-BOX
- ETV特集「"生"のかたち 〜難病患者たちのメッセージ〜」（2007年2月24日、NHK Eテレ） - 朗読[90]
- スーパーサッカー新春特別編! 稲本潤一2002年の呪縛そして…英国〜トルコ〜ドイツ渡欧7年の進化。（2008年、TBS）
- 緊急特番!独占生出演 清原和博41歳 引退スペシャル（2008年、TBS）
- 聴いてあじわう世界の名著「文学のしずく〜ドリアン・グレイの肖像〜」（2008年、NHKデジタルラジオ）
- テレメンタリー2009
  - 夢を届けたい〜“不屈の男”と島の子供たち〜（2009年、テレビ朝日）
- news every.特番 髙橋大輔・知られざるメダルへの道（2010年、日本テレビ）
- プレミアム8 文化・芸術 〜シリーズ巨匠たちの肖像 炎の絆・ゴッホ 〜 朗読（ゴッホの弟テオ役）（2010年、NHK hi）
- NNNドキュメント
  - 〜Signサイン トモヤと交わした約束〜（2010年、日本テレビ）
  - 〜風の民、練塀の島 刻まれた千年の営み〜（2010年、日本テレビ）
  - 〜在宅入院 救急医が挑む第3の医療〜（2011年、日本テレビ）
  - 〜亡き妻からのラブレター じっちゃん高校生の恋〜（2013年、日本テレビ）
  - 〜おうち診療所 がんと闘う子どもたちの願い〜（2015年、日本テレビ）
  - 〜彷徨う10代 〜大阪中1男女の死が問いかけるもの〜（2015年12月、日本テレビ）
  - 〜となりのシリア人〜 難民 が見つめる日本（2016年10月、日本テレビ）
  - 「ゼロ戦乗りの遺言〜真珠湾出撃 原田要の肖像〜」（2016年12月12日）
- ハイビジョン特集 ぼくはロックで大人になった 〜忌野清志郎が描いた500枚の絵画〜（2010年、NHK hi）
- 爆笑問題の“戦争”入門（2010年、NHK総合）
- ETVワイド〜薬物依存〜 （2010年、NHK教育）
- 若き韓国兵士の素顔 第1部「韓流スターの2年間」（2010年、スカパー！ アジアドラマチックTV）
- ドキュメンタリーWAVE
  - 「中国“春闘”最前線〜日系企業は何を突きつけられたか〜」（2011年、NHK BS1）
  - 「スティーブ・ジョブズの子どもたち」（2012年、NHK BS1）
  - 「追跡・カナダで育ったテロリスト〜アルジェリア事件の闇〜」（2013年、NHK BS1）
  - 「傘兵はどこへゆくのか〜民主主義を求める香港の若者たち〜」（2016年6月、NHK BS1）
- Mi/Do/Riスペシャル「細川護煕 土と生きる日々」（2011年、NHK BSプレミアム）
- 「コズミックフロント〜発見!驚異の大宇宙〜」（2011年4月3日 -2015年3月27日、NHK BSプレミアム） - レギュラー
- 「3月11日 東京にて」（2012年、NHK総合）
- 1000年後に残したい...報道映像2012（2012年12月、日本テレビ）
- 元日スポーツ祭り!〜清原VS桑田!野球対決&井岡世界戦舞台ウラ完全密着スペシャル〜（2013年1月、TBS）
- リアル×ワールド 芸大生の告白〜夢か生活か…人生の決断〜（2013年、日本テレビ）
- コイバナ ほんとうにあった純愛物語「堀辰雄〜生と死のはざまに咲いた恋」（2013年8月、NHK BSプレミアム） - 朗読
- ノンフィクションW（WOWOWプライム）
  - 「サルトリアの伝言〜フィレンツェ・伝統に生きる仕立職人の物語〜」
  - 「ゴルフコースの名演出家 LPGAトーナメントディレクター」
  - 「ラストダンス in ボリショイ〜岩田守弘 終わらぬ夢」（2012年8月）
- 世界・神秘の道をゆく（2012年10月 - 2015年3月、BS日テレ） - レギュラー
- 世界ふれあい街歩き ハワイ島・ヒロ、イタリア・ナポリ（NHK BSプレミアム）
- アスリートの魂（NHK）
  - サッカー 川島永嗣（2011年）
  - 自転車 渡邉一成（2012年）
  - アイススレッジホッケー 須藤悟、スポーツクライミング 小田桃花、サッカー 酒井宏樹、ボクシング 来家恵美子、ラグビー 田中史朗、野球 藤浪晋太郎、サッカー 豊田陽平、サーフィン 大野修聖（2013年）
  - アイスホッケー 久保英恵、野球 菅野智之、トランポリン 伊藤正樹、サッカー 柿谷曜一朗、柔道 野村忠宏、体操 白井健三、サッカー 谷口拓也、柔道 野村忠宏II、バレー 宮下遥、ケイリン 小林優香、棒高跳び 山本聖途（2014年）
  - サッカー 谷口拓也II、フットサル 久光重貴、ハンドボール 琉球コラソン、野球 森友哉、体操 村上茉愛、競泳 瀬戸大也、陸上 右代啓祐、柔道 野村忠宏、ラグビー 五郎丸歩、トライアスロン 佐藤優香、ハンドボール 女子日本代表、バドミントン 高橋礼華・松友美佐紀（2015年）
  - 体操 村上茉愛、サッカー なでしこジャパン、野球 柳田悠岐、アイスホッケー 藤本那菜、陸上 中西麻耶、新体操 フェアリージャパン、テコンドー 濱田真由、飛び込み 寺内健、車いす陸上 永尾嘉章、ソフトボール 日本代表、スポーツクライミング 野口啓代（2016年）
- バルテュスと彼女たちの関係（2014年、NHK BSプレミアム） - バルテュスの声
- 報道ステーション SUNDAY
  - 9.11から10年（2011年9月、テレビ朝日）
  - 袴田事件の真実（他）（2014年3月、テレビ朝日）
  - マレーシア航空（2014年7月、テレビ朝日）
  - 裏切りの復興支援隊（2014年8月、テレビ朝日）
  - 検証 袴田事件の闇（2014年、テレビ朝日）
  - パリ同時多発テロ〜生存者が言った恐怖〜（2015年12月27日、テレビ朝日）
- BS1スペシャル（NHK BS1）
  - 「憎しみとゆるし〜マニラ市街戦 その後〜」（2014年、NHK BS1） - 第31回ATP賞グランプリ受賞
  - 「ワルシャワ蜂起 葬られた真実〜カラーでよみがえる自由への闘い〜」（2014年、NHK BS1）
  - 時代をプロデュースした者たち「美しきもののみ機能的である 建築家・丹下健三」（2015年、NHK BS1） - 丹下 役、ナビゲーター
  - 「震災5年 5つの物語」（2016年6月、NHK BS1）
- DVD「気候変動への挑戦〜動き出した世界と日本〜」（2015年、Global Environmental Forum）
- コズミックフロント☆NEXT（2015年4月2日－、NHK BSプレミアム） - レギュラー
- 超ムーの世界R（2015年5月4日 - 2023年2月20日、エンタメ〜テレ）
- 目撃！日本列島「知られざる“本土決戦”〜米軍ガンカメラが記録した真実〜」（2015年7月、NHK総合）
- テレメンタリー2015「ママは犯人じゃない〜無実の叫び20年〜」（2015年8月、テレビ朝日）
- よみちにひはくれない 若き俳優介護士の挑戦（2015年10月、フジテレビ） - 第24回FNSドキュメンタリー大賞 ノミネート
- 静岡スペシャル ふたりの“約束” 〜車いす卓球 土井健太郎選手〜（2015年12月、NHK総合）
- テレメンタリー2016（テレビ朝日）
  - 「ママは犯人じゃない・特別編」（2016年1月）
  - 「“3.11”を忘れない62 必ずこの手で〜海の底で待つ家族へ〜」（2016年4月）
  - 「誤判 〜“娘殺しの母”と呼ばれた21年〜」（2016年9月18日）
- SBCスペシャル「鶴と亀とオレ」（2016年6月） - 2016年日本民間放送連盟賞 テレビエンターテインメント番組 最優秀賞
- 池上彰のニッポンの大問題〜都知事選スペシャル〜「昭和の大問題〜東京ゴミ戦争〜」（2016年7月31日、テレビ東京）
- NEXT 未来のために「震災 それからの家族〜再婚 亡き人への思いを胸に〜」（2017年3月4日、NHK総合）
- ザ・ドキュメンタリー「心臓弁手術からの大復活 女子ソフトボール 西山麗〜私にしか伝えられないこと〜」（2017年3月5日、テレビ東京）
- HTBノンフィクション カムイの鳥の軌跡「オオジシギ 2つの物語」（2017年8月14日、HTB北海道テレビ;テレビ朝日系）
- テレメンタリー2020「夢も、希望も〜仮放免者の未来〜」（2019年6月16日、テレビ朝日）
- あの家に暮らす四人の女（2019年9月30日、テレビ東京）[91]
- “無実の死刑囚”の遺言 〜免田栄 えん罪事件〜（2022年3月19日、NHK総合）

### アニメ
太字はメインキャラクター。

#### テレビアニメ
- カッパの飼い方（2004年10月4日 - 2005年3月25日、アニマックス） - 私 役
- 闘牌伝説アカギ 〜闇に舞い降りた天才〜（2005年10月4日 - 2006年3月28日、日本テレビ） - アカギ（赤木しげる） 役[92]
- 逆境無頼カイジ（2007年10月2日 - 2008年4月1日、日本テレビ） - カイジ（伊藤開司） 役[93]
- エグザムライ（2008年 「EXILE ENTERTAINMENT BEST」収録） - ATSUSHI 役
- ルパン三世 sweet lost night 〜魔法のランプは悪夢の予感〜（2008年7月25日、日本テレビ） - アダム 役[94]
- ONE OUTS -ワンナウツ-（2008年10月 - 2009年3月、日本テレビ） - 渡久地東亜 役[95]
- 冬のソナタ アニメ版（2010年、DVD） - イ・ミニョン / カン・ジュンサン 役
- ウルヴァリン（2011年、アニマックス） - 美影桔梗 役
- 逆境無頼カイジ 破戒録篇（2011年4月5日 - 9月27日、日本テレビ） - カイジ（伊藤開司） 役
- ブレイド（2011年、アニマックス） - 美影桔梗 役
- 中間管理録トネガワ（2018年、日本テレビ） - カイジ（伊藤開司） 役[96]、渡辺くん 役
- アドベンチャー・タイム（2018年、カートゥーン ネットワーク） - ダニー 役[97]

#### 劇場アニメ
- 雲のむこう、約束の場所（2004年） - 白川拓也 役
- 牙狼〈GARO〉‐DIVINE FLAME‐（2016年） - ダリオ・モントーヤ / 黒曜騎士ゼム 役

#### オリジナルアニメ
- 平和への誓約(うけい)「松尾敬宇とその母」 - 松尾敬宇 役

### ゲーム
- 雀魂（2021年） - 赤木しげる 役[98]
- カイジ -闇の黙示録-（2022年） - カイジ（伊藤開司） 役、アカギ（赤木しげる） 役
- 麻雀格闘倶楽部Sp（2022年 - 2023年） - 赤木しげる 役[99][100]
- カイジ外伝：激熱の街（2024年） - 伊藤カイジ 役

### 吹き替え
ペ・ヨンジュン
- 冬のソナタ（2003年・韓国ドラマ、NHK） - イ・ミニョン / カン・ジュンサン 役
- スキャンダル（2003年・韓国映画、TX） - チョウォン 役
- 初恋（2005年・韓国ドラマ、NHK） - ソン・チャヌ 役
- 四月の雪（2005年・韓国映画、劇場公開およびDVD） - キム・インス 役
- 太王四神記（2008年・韓国ドラマ、NHK） - タムドク / ファヌン 役
- ドリームハイ（2011年・韓国ドラマ、TBS） - チョン・ハミョン 役

その他
- G-SAVIOUR（特別版）（日米共同製作の特撮ドラマ・1999年8月、JAL羽田 - ホノルル線にて上映） - マーク・カラン 役（ブレナン・エリオット）
- チャーリー・ジェイド（2006年、海外ドラマのDVD） - ゼロワン・ボクサー 役（マイケル・フィリポウィッチ）
- バーニング（2018年・韓国映画、NHK） - ベン 役（スティーヴン・ユァン）
- マダム・ウェブ（2024年・アメリカ映画、劇場公開） - ベン・パーカー 役（アダム・スコット）

### ラジオ
- 萩原聖人 ダブルフェイク（1994年、TBSラジオ）

#### ラジオドラマ
- ラジオ図書館「萩原聖人ノンタイトルマッチ〜ジャズカントリー」（1993年11月7日、ナット・ヘントフ原作、TBSラジオ）
- 青春アドベンチャー（NHK-FM）
  - エンジェルス・エッグ〜天使の卵（1994年4月18日 - 29日、村山由佳原作、全10話） - 主演・一本槍歩太 役
  - 蒲生邸事件（1999年2月15日-26日、宮部みゆき原作、全10話） - 蒲生家の長男・孝行 役
- 復刻ラジオドラマ「君の名は」（2005年3月19日 - 21日、菊田一夫原作、全3話、NHKラジオ第1） - 後宮春樹 役
- ラジオドラマ DOCOMO シーソーメール〜SHE SAW MAIL〜 シーズン5（2010年12月、全4話、TOKYO FM） - 船橋和哉 役
- 日曜あさいちばん「文学のしずく」ポー「アッシャー家の崩壊」（2011年7月17日、文化放送） - 朗読
- FMシアター（NHK-FM）
  - 臨月（2016年3月5日） - 藤崎俊介 役
  - 帰り来るもの（2019年5月18日） - 男 役

### CM
出演順
- 大塚製薬『ファイブミニ』（1991 - 1993年）
- JR東海『シンデレラ・エクスプレス』（1992年、J-WAVEにてOA）
- トヨタ自動車『サイノス』（1993年）
- 資生堂『ダンガリー』（1993年）
- オフテクス『バイオクレン-エース』（1993年）
- オフテクス『バイオクレン-アクティバ』（1993年）
- オフテクス『バイオクレン-エル』（1993年）
- オフテクス『アクティバ タブレット』（1993年）
- 学生援護会（1993年）
- LIFE『LIFE CARD』（1994年）
- LIFE『インターナショナルカード』（1994年）
- P&G『コンディショナーイン・シャンプーRejoy』（1996年）
- P&G『Rejoy モイスチャーリッチ』（1996年）
- キユーピー『キユーピーマヨネーズ』（1999年） - ナレーション
- 大塚製薬『ホットポー』（1999年 - 2000年） - ナレーション
- 日本通運『ペリカン便』（2001年） - ナレーション
- 東京ガス（2002年、ラジオCM）
- ロッテ『フラボノガム』（2004年） - ナレーション
- カネボウ『SALA』（2004 - ） - ナレーション ※現在も継続中
- キヤノン『IXY DIGITAL』（2004年） - ナレーション
- au（2004年） - ナレーション
- ソニー『VAIO・type A』
  - 『午後のテラス篇』（2006年5月）
  - 『深夜のダイニング篇』（2006年5月）
- スズキ『セルボ』（ナレーション、2006年）
- KYORAKU「パチンコ冬のソナタ2」（2008年） - 声の出演
- 『サッポロ 冬物語』冬の街篇（2008年10月）
- 大成建設『新ドーハ国際空港篇』（2008年12月7日 - ） - ナレーション
- 東芝「電球への思い」篇（2009年1月）LED電球「写真立て」篇（2010年12月）LED電球「LED10年カレンダー」篇（2011年12月） - ナレーション
- アフラック 女性のためのガン保険「コサージュ」〜走れアヒル篇〜（2010年6月） - ナレーション
- フロントラインプラス「セーブペットプロジェクト」 （2011年3月） - ナレーション
- 大塚製薬 カロリーメイト（2011年10月） - ナレーション
- キユーピーマヨネーズ「セレクトショップ」篇「メイドインジャパン」篇（2015年） - ナレーション

### PV
- ケツメイシ「さくら」（2005年）
- Zoey「恋人未満」（Zoeyと共演）
- 忘れらんねえよ「僕らチェンジザワールド」（2011年12月）

### 配信ドラマ
- ヤヌスの鏡（2019年8月、フジテレビオンデマンド） - 甲本一成 役[104]

### 玩具
- ウルトラマンアーク DXアークアライザー（2024年7月6日）
- ウルトラマンアーク DXアークキューブ ウルトラマンアーク ソリスアーマーキューブ（2024年7月27日）
- ウルトラマンアーク DXアークキューブ ウルトラマンアーク ルーナアーマーキューブ（2024年8月24日）
- ウルトラマンアーク DXアークキューブ ウルトラマンアーク ギャラクシーアーマーキューブ（2024年10月19日）
- サウンド×アクション 叫ぶ!ウルトラマンアーク（2024年11月23日）
- ウルトラマンアーク アークアライザー MEMORIAL EDITION（2025年8月）
- ウルトラマンアーク DXアークキューブPremium ウルトラマンアークセット（2025年8月）

### その他
- 新・映画と歩く 香港編（2001年、WOWOW） - 番組ナビゲーター
- THEわれめDEポン（13度の優勝）
- 東風王決定戦（GyaO）
- 第18回麻雀最強戦
- 麻雀プロリーグモンド21杯（MONDO21、第5回 - 第9回）、「萩原聖人 麻雀ガチンコ3番勝負」
- 美女と麻雀（2010年4月 - 、フジテレビNEXT）
- ハイブリッド麻雀リーグ ガチ雀（2012年10月 - 、スカパー）
- 麻雀の鉄人 四神降臨外伝（2013年7月6日、ニコニコ生放送）
- SPACE EXPO 宇宙博 2014 | NASA・JAXAの挑戦（2014年7月 - 9月） - 音声ガイド ナビゲーター
- プラネタリウム 限定上映
  - ファーストスター誕生（2015年）第57回科学技術映像祭 部門優秀賞（研究開発・教育部門）
  - 時間旅行（2016年）
  - ダークマターを探せ！（2017年）

## 書籍

### 関連本
- 「Mリーガーの素顔」（2023年12月5日 竹書房）著者:黒木真生 ※佐々木寿人・多井隆晴・滝沢和典・萩原聖人など活躍中のMリーガー14名の素顔を語る。ISBN 978-4801937987

## 受賞歴
1993年
- 第6回日刊スポーツ映画大賞・石原裕次郎賞 新人賞（『学校』､『教祖誕生』ほか）

1994年
- エランドール賞 新人賞
- 第15回ヨコハマ映画祭 助演男優賞（『月はどっちに出ている』､『教祖誕生』､『学校』）
- 第17回日本アカデミー賞（『月はどっちに出ている』､『教祖誕生』､『学校』）
  - 新人俳優賞[105]
  - 話題賞（俳優部門）[106]

1996年
- 第38回ブルーリボン賞 助演男優賞（『マークスの山』）
- 第19回日本アカデミー賞 優秀助演男優賞（『マークスの山』）[107]

1997年
- 第7回日本映画プロフェッショナル大賞 助演男優賞（『CURE』）
- 第14回ザテレビジョンドラマアカデミー賞 助演男優賞（『それが答えだ!』）[108]

1998年
- 第21回日本アカデミー賞 優秀助演男優賞（『CURE』）
- 第13回高崎映画祭 最優秀助演男優賞（『CURE』）